# Franz Effenberger
Franz Xaver Effenberger (* 7. April 1930 in Goldenstein, Tschechoslowakei; † 11. Dezember 2024 in Stuttgart) war ein deutscher Chemiker. Er war Rektor der Universität Stuttgart von 1986 bis 1990.

## Leben
Franz Effenberger studierte zunächst mit dem Berufsziel Textilingenieur an der Textilingenieurschule Krefeld, dann Chemie an der Technischen Hochschule Stuttgart. 1958 wurde er bei Hellmut Bredereck mit dem Thema Untersuchungen an kondensierten heterocyclischen Ringsystemen promoviert. Von 1964 bis 1969 war er Stipendiat der Karl-Winnacker-Stiftung und 1965 in einem Forschungsprojekt an der University of Michigan tätig. 1964 habilitierte er sich mit der Schrift über das Problem der Addition und Substitution an Kohlenstoff-Doppelbindungen.
1971 erhielt er einen Ruf auf den Lehrstuhl für Organische Chemie an die Universität Stuttgart und lehnte einen gleichzeitigen Ruf an die Technische Universität Braunschweig ab. Er war von 1980 bis 1986 Prorektor Forschung der Universität Stuttgart und wesentlich am Aufbau der Bioverfahrenstechnik beteiligt. Von 1986 bis 1990 war Effenberger  Rektor der Universität Stuttgart, 1998 wurde er emeritiert.
1977 war er Gastprofessor an der Cornell University in Ithaka (USA), 1989 war er Gastprofessor an der École supérieure de physique et de chimie industrielles de la ville de Paris (ESPCI) in Paris.

## Wirken
Franz Effenberger wurde 1971 als Nachfolger von Hellmut Bredereck auf den Lehrstuhl für Organische Chemie der Universität Stuttgart berufen. Zu den wichtigsten Arbeitsgebieten von ihm zählen die Chemie der Aromaten, Heterocyclen und Aminosäuren, die chemischen Grundlagen der Molekularelektronik, Anwendungen von Enzymen in der Synthese sowie die Entwicklung ultradünner organischer Schichten. Rund 350 Veröffentlichungen und 55 Patente hat er vorgelegt, die seine wissenschaftliche Leistung beeindruckend belegen.
In den 1970er Jahren wirkte er in einer Arbeitsgruppe der Gesellschaft Deutscher Chemiker und in einer Kommission des Landes Baden-Württemberg an der Reform des Chemiestudiums mit. Anfang der 1980er Jahre war er Mitbegründer des dreisprachigen Studiengangs Chemie an der Universität Stuttgart und an der Université Louis Pasteur (Strasbourg I – ULP). Er engagierte sich im Kuratorium Stiftung der Akademie für gesprochenes Wort.
Als Prorektor von 1980 bis 1986 und als Rektor von 1987 bis 1990 hatte Effenberger entscheidenden Anteil an dem massiven Auf- und Ausbau neuer Technologien an der Universität Stuttgart. Zu seinen Verdiensten zählen die Entwicklung und Realisierung des Zentrums Bioverfahrenstechnik, der Aufbau und die Finanzierung der Institute für Bildschirmtechnik sowie die Lasertechnik sowie die Gründung und Aufbau des Zentrums für Solarenergie und Wasserstofftechnologie (ZSW) Stuttgart/Ulm. Zudem setzte sich Effenberger für die Finanzierung und den Bau des von Günther Behnisch entworfenen Hysolar-Gebäudes, für die Sicherung des Studiengangs Sportwissenschaft und den Bau der Sportanlagen auf dem Campus Vaihingen ein. Für den Erwerb des Anwesens von Eugen Sänger und den Bau des Internationalen Begegnungszentrums (IBZ) warb er mindestens drei Millionen Mark an privaten Mitteln ein. Auch die Profilierung der Informatik durch die Einrichtung des Instituts für Parallele und Verteilte Systeme sowie der Aufbau des Windkanals am Forschungsinstitut für Kraftfahrwesen und Fahrzeugmotoren Stuttgart (FKFS) tragen maßgeblich die Handschrift Effenbergers.
Er war langjähriges Mitglied im Kuratorium der Deutschen Institute für Textil- und Faserforschung (DITF). 2003 wurde er mit der kommissarischen Leitung des Instituts für Textilchemie und Chemiefasern Denkendorf  (ITCF) Denkendorf betraut. Unter seiner Regie wurde durch Vereinigung des Instituts für Textilchemie (ITC) und des Instituts für Chemiefasern (ICF) das heutige Institut für Textilchemie und Chemiefasern (ITCF) gegründet.
1991 wurde er als ordentliches Mitglied der Naturwissenschaftlichen Klasse in die Sudetendeutsche Akademie der Wissenschaften und Künste berufen.
Aus seiner akademischen Schule gingen verschiedene Wissenschaftler hervor, die als Professoren Arbeitsgruppen vorstehen oder vorgestanden haben, so z. B. Rolf Gleiter (Universität Heidelberg), Wolf Dieter Stohrer (Universität Bremen), Jörg Daub (Universität Regensburg), Peter Bäuerle (Universität Ulm), Thomas Ziegler (Universität Tübingen) und Frank Würthner (Universität Würzburg).
Franz Effenberger suchte als Hochschullehrer immer auch die Zusammenarbeit mit der chemischen Industrie. Viele seiner akademischen Schüler rückten auf Positionen als Industriechemiker z. B. bei den Firmen Clariant, BASF und Evonik (vormals Degussa).

## Auszeichnungen und Ehrungen
- Preisträger des Karl Winnacker-Stipendiums der Hoechst AG (1964)
- Verdienstorden der Bundesrepublik Deutschland (Verdienstkreuz 1. Klasse; 1990)
- Ehrenmitglied der katholischen Studentenverbindung K.D.St.V. Nordgau-Prag im Cartellverband (CV) (1990)
- Humboldt-Forschungspreis (1991)
- Ritter der Ehrenlegion (1997)
- Medaille der Universität Louis Pasteur in Straßburg (2004)
- Japan Society for the Promotion of Science – Fellowship Award an der Keiō-Universität (2004)

## Schriften (Auswahl)
- Lothar Späths Forschungsförderung und Technologiepolitik am Beispiel der Universität Stuttgart. verlag regionalkultur, Ubstadt-Weiher 2020, ISBN 978-3-95505-200-3.
- Von Aromaten und Heterocyclen zur Bio- und Nanotechnologie. GNT-Verlag, Berlin 2023, ISBN 978-3-86225-130-8.